# Ann Taylor (Dichterin)

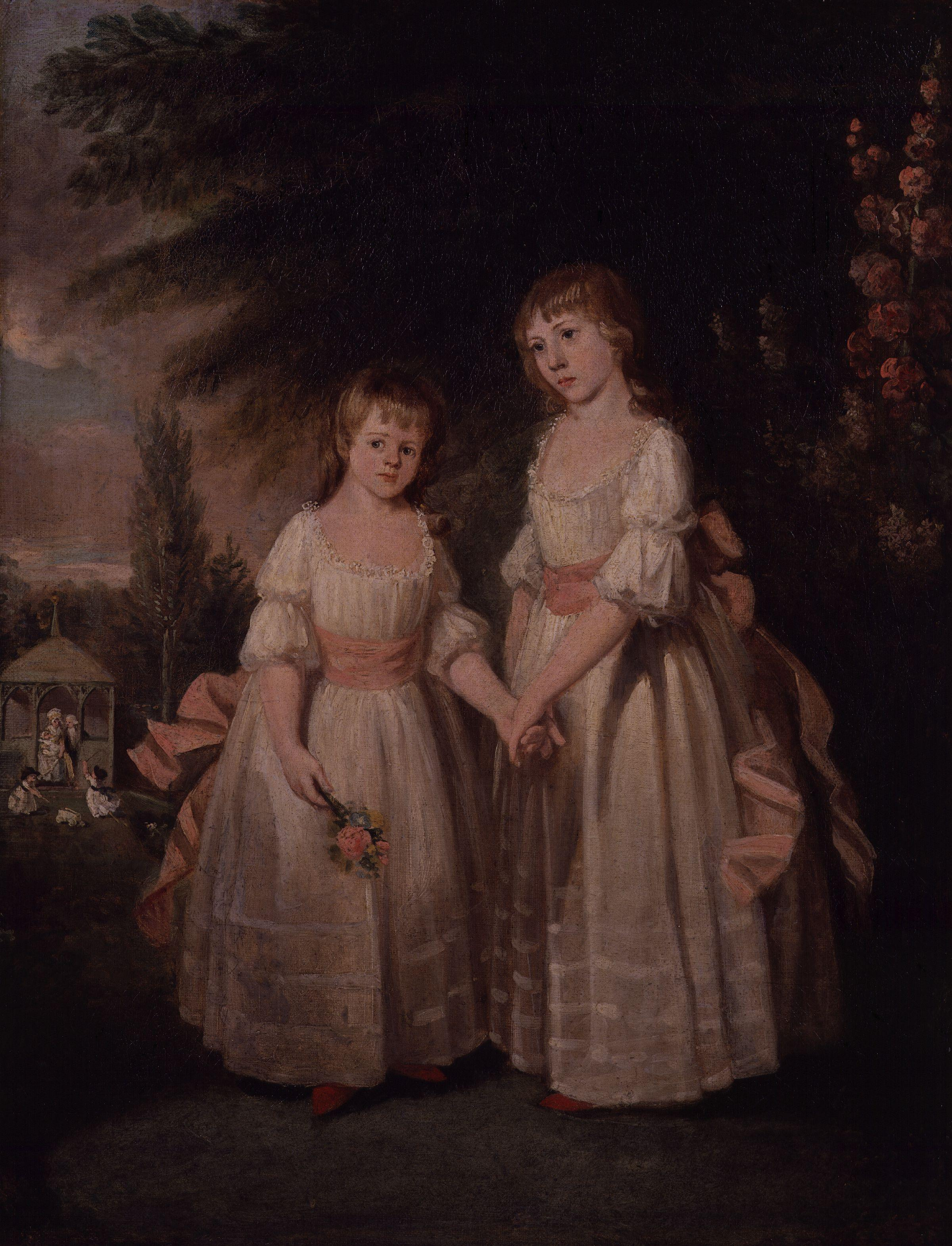
Ann Taylor und ihre jüngere Schwester Jane, Gemälde ihres Vaters Isaac Taylor, Öl auf Leinwand, unbekanntes Datum

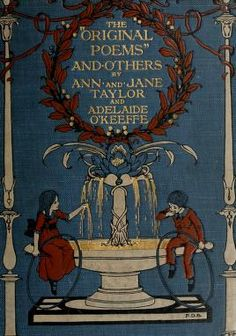
The «Original Poems» and Others, by Ann und Jane Taylor und Adelaide O’Keeffe, Ausgabe von 1905

Ann Taylor, verheiratete Gilbert (* 30. Januar 1782 in Islington, London; † 20. Dezember 1866 in Nottingham) war eine britische Dichterin und Literaturkritikerin. In ihrer Jugend erlangte sie dauerhafte Popularität als Verfasserin von Versen für Kinder. In den Jahren bis zu ihrer Heirat wurde sie eine scharfe Literaturkritikerin. Am besten in Erinnerung geblieben ist sie jedoch als ältere Schwester und Mitarbeiterin von Jane Taylor.

## Leben
Ann wurde als Tochter des Graveurs, Schriftstellers und nonkonformistischen Pfarrers Isaac Taylor (1759–1829) und der Autorin von Erziehungsratgebern Ann Taylor (1757–1830) geboren. Die Familie lebte in Islington, London, später in Lavenham, Suffolk, in Colchester, und kurzzeitig in Ongar. Neben der Schwester Jane, hatte sie drei Brüder,  Isaac, Charles und Josiah.
Die Schwestern und ihre Urheberschaft an verschiedenen Werken sind oft verwechselt worden, meist zu Janes Gunsten. Das liegt zum Teil daran, dass ihre frühen Werke für Kinder gemeinsam und ohne Namensnennung veröffentlicht wurden, aber auch daran, dass Jane, als sie auf dem Höhepunkt ihrer Kräfte jung starb, frühe posthume Lobeshymnen auf sich zog, einschließlich einer fast schon hagiografischen Darstellung ihres Bruders Isaac, und dass viele von Anns Werken Jane zugeschrieben wurden. Jane Tylor erreichte als Autorin von Gedichten für ein erwachsenes Publikum viel mehr als Ann, obwohl Anns Gedicht The Maniac’s Song, das in der Zeitschrift Associate Minstrels (1810) veröffentlicht wurde, wahrscheinlich das beste Kurzgedicht einer der beiden Schwestern war, und es wurde als Inspiration für John Keats’ La Belle Dame sans Merci postuliert.
Taylor verdient es jedoch, dass man sich an sie als Prosaautorin erinnert, vor allem aufgrund ihrer Autobiografie und der zahlreichen erhaltenen Briefe. Ihr Stil ist stark und lebendig, und wenn sie sich nicht zu sehr mit moralischen und religiösen Themen beschäftigte, neigte sie wie ihre Schwester Jane zu einem Pessimismus in Bezug auf ihren eigenen geistigen Wert, der oft von einem angenehmen und manchmal bissigen Witz durchzogen ist. Die Autobiografie liefert auch detaillierte Informationen über das Leben einer mäßig wohlhabenden Nonkonformistenfamilie im späten 18. und frühen 19. Jahrhundert.
Ann Taylors Sohn, Josiah Gilbert, schrieb: Two little poems – «My Mother» und «Twinkle Twinkle Little Star», are perhaps, more frequently quoted than any. The first, a lyric of life, was by Ann, the second, of nature, by Jane; and they illustrate this difference between the sisters. Beide Gedichte wurden im 19. Jahrhundert häufig nachgeahmt. Der Mathematiker Augustus De Morgan behaupteterund 60 Jahre nach der Veröffentlichungen, Gilberts Mutter habe „eines der schönsten Gedichte in der englischen Sprache oder irgendeiner anderen Sprache“ geschrieben, und da er nicht wusste, dass Ann Gilbert noch lebte, forderte er Tennyson auf, eine verbesserte Version der letzten Strophe zu liefern, die de Morgan der übrigen unwürdig erschien
Original Poems for Infant Minds by several young persons (von Ann und Jane Taylor, Adelaide O’Keeffe und anderen) wurde erstmals 1804 herausgegeben, und als es sich als erfolgreich erwies, folgte 1805 ein zweiter Band. Adelaide O’Keeffe war die Autorin von mehr als 30 Gedichten in der Sammlung, auch wenn ihr dies selten in vollem Umfang angerechnet wurde. Ann Taylors Gedicht My Mother wurde zu einem sentimentalen Lieblingsgedicht. Es wurde während des gesamten 19. und bis Mitte des 20. Jahrhunderts immer wieder veröffentlicht. Donelle Ruwe zeichnet die Veröffentlichungsgeschichte von My Mother nach, beginnend im Jahr 1807, als das Gedicht erstmals als eigenständiges, einbändiges Werk mit Illustrationen von Peltro William Tomkins veröffentlicht wurde. Während Tomkins sich von Emma Hamilton inspirieren ließ, spiegelten spätere Illustratoren von My Mother, wie die von Walter Crane im Jahr 1873, die sich wandelnden Ideologien zur Mutterschaft sowie den künstlerischen Stil der Arts and Crafts Movement wider. Andere Gedichte von Ann aus Original Poems for Infant Minds sind ebenfalls von Bedeutung. Ruwe bezeichnet Anns The Sign-Post als ein interessantes Beispiel für den Konflikt zwischen der Schauerliteratur der Romantik für Erwachsene und den unterschiedlichen Erwartungen an Texte für Kinder. Es werde darin zwar eine Schauergeschichte erzählt – von einem Jungen, der von einem geisterhaften Wegweiser erschreckt wird –, aber sie endet mit einer Reihe moralischer Lektionen darüber, wie wichtig es ist, nach Beweisen zu suchen, anstatt sich irrationalen Ängsten zu beugen.
Ann und Jane Taylors Rhymes for the Nursery folgten 1806 und Hymns for Infant Minds im Jahr 1808. In Original Poems for Infant Minds wurden die Autorinnen für jedes Gedicht angegeben, was bei Rhymes for the Nursery nicht der Fall war. Zuschreibungen für die Gedichte konnten aber von Christina Duff Stewart aus einem mit Anmerkungen versehenen Exemplar, das dem Neffen der beiden, Kanonikus Isaac Taylor, gehörte, rekonstruiert werden.
Am 24. Dezember 1813 heiratete Ann Joseph Gilbert, einen unabhängigen (später kongregationalistischen) Pfarrer und Theologen, und verließ Ongar, um in Masborough in der Nähe von Rotherham ein neues Zuhause fernab ihrer Familie zu finden. Der 33-jährige Witwer Gilbert hatte Ann einen Heiratsantrag gemacht, bevor er sie überhaupt kennengelernt hatte, da er ihren Charakter und ihre Intelligenz aufgrund ihrer Schriften, insbesondere als scharfe Kritikerin in der Zeitschrift The Eclectic Review, glaubte gut einschätzen zu können. Zum Zeitpunkt ihrer Heirat war Gilbert Dozent für klassische Philologie am Rotherham Independent College – der Einrichtung, die zu dieser Zeit einer Universität für Dissenters am nächsten kam – und gleichzeitig Pfarrer der Nether Chapel in Sheffield. Im Jahr 1817 übernahm er die Pfarrstelle der Fish Street Chapel in Hull und ging 1825 nach Nottingham, wo er bis zu seinem Lebensende 1852 arbeitete.
Während Ann Gilbert mit ihren Pflichten als Ehefrau und später als Mutter beschäftigt war, schrieb sie weitere Gedichte, Hymnen, Essays und Briefe. Ihr Interesse an öffentlichen Themen wie Atheismus, Gefängnisreform und Anti-Sklaverei-Bewegung spornte sie oft an, und die Ergebnisse fanden ihren Weg in den Druck. Ungewöhnlich für eine Frau mit unabhängigem Geist und ausgeprägten, meist liberalen Ansichten, war sie eine entschiedene Gegnerin des Frauenwahlrechts.
Nachdem Gilbert am 12. Dezember 1852 gestorben war, schrieb Ann einen Nachruf über ihn. Auch den Rest ihres langen Lebens verbrachte sie nicht im Ruhestand. Um die allen Taylors wichtigen Mitglieder ihrer großen Familie durch Besuche (und Briefe) zu unterstützen, unternahm sie trotz ihres Alters zahlreiche Reisen in Großbritannien. Sie starb 1866 und wurde neben ihrem Mann auf dem Nottingham General Cemetery beigesetzt, obwohl die Inschrift auf dem großen gotischen Sarkophag nicht mehr vorhanden ist.